# Aspila olivacea
Aspila olivacea är en fjärilsart som beskrevs av Vorbrodt. Aspila olivacea ingår i släktet Aspila och familjen nattflyn. Inga underarter finns listade i Catalogue of Life.